# Ле Пен, Жан-Мари
Жан-Мари́ Ле Пен (фр. Jean-Marie Le Pen; 20 июня 1928, Трините-сюр-Мер, Бретань, Франция — 7 января 2025, Париж, Иль-де-Франс, Франция) — французский политический и партийный деятель, лидер Национального фронта в 1972—2011 годах.
Придерживался националистических взглядов. Отец французского политического деятеля Марин Ле Пен.

## Биография
Родился 20 июня 1928 года в коммуне Трините-сюр-Мер на атлантическом побережье Франции, в провинции Бретань, в семье рыбака и портнихи. В 1942 году он осиротел, когда его отец подорвался на мине во время рыбалки и Ле Пен стал так называемым «национальным сиротой» (pupille de la nation), то есть воспитывался на государственные средства. На средства государства он учился в иезуитском колледже в Ванне. Во время немецкой оккупации Ле Пен пытался присоединиться к движению сопротивления, но ему отказали. После окончания лицея он поступил на юридический факультет в Париже и стал председателем студенческой ассоциации факультета.
В 1953 году организовал группу студентов-добровольцев для помощи населению Нидерландов, пострадавшему от масштабного наводнения.
После окончания университета Ле Пен пошёл на военную службу в Иностранный Легион и в 1954 был направлен в Индокитай. Службу в легионе он продолжил на Суэцком канале, уже после заключения перемирия.
Начал политическую карьеру в рядах пужадистов, став самым молодым членом парламента в 1956 году.
Будучи депутатом, взял долгосрочный отпуск для участия в боевых действиях. В составе 1-го парашютного полка Иностранного легиона участвовал в Суэцкой операции 1956 года и в боевых действиях в Алжире в 1957 году. Его политические противники обвиняли его в причастности к пыткам алжирских повстанцев, но эти обвинения не были доказаны, и сам Ле Пен их категорически отрицал.
После окончания службы он продолжил своё обучение на юридическом факультете и впоследствии начал изучать ещё и политологию.
После поражения на парламентских выборах 1962 года Ле Пен занимался предпринимательством — организовал компанию SERP (фр. Société d'étude et de relations publiques — Общество изучения общественных отношений). Политически примыкал к правым националистам, на президентских выборах 1965 руководил предвыборным штабом Жана-Луи Тиксье-Виньянкура, однако разошёлся с ним после создания партии Республиканский альянс за свободу и прогресс.

### Национальный фронт (1972—2015)
Лидер Национального фронта с момента его основания в 1972 году по январь 2011 года.
Участвовал в президентских выборах 1974, 1988, 1995 годов. В 2002 году вышел во второй тур президентских выборов, получив 16,86 % голосов в первом туре, во втором туре набрал незначительно больше (17,8 %), объединив против себя оппонентов национализма (реальный рейтинг получившего 82 % во втором туре Жака Ширака был гораздо ниже). На выборах 2007 года набрал 10,44 % (четвёртое место). Основные положения его программы — это уменьшение иммиграции и прекращение евроинтеграции Франции. Отказ от евроинтеграции и сокращение количества иммигрантов лидер Национального фронта называет «восстановлением границ Франции».

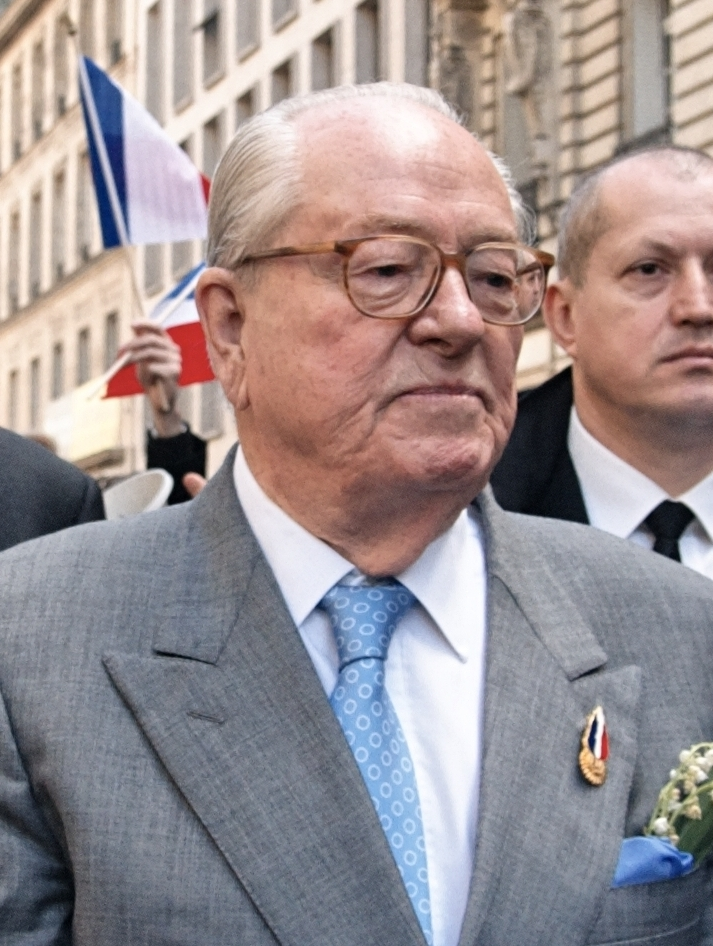
2010 год

Ле Пен старался удерживать политику Фронта от крайних проявлений антисемитизма, но в целом его взгляды были антисемитскими и это неоднократно проявлялось в его высказываниях. Так, в 1987 году он заявил, что газовые камеры были «лишь эпизодом в истории Второй мировой войны». Поскольку это высказывание подпадало под нарушение «Закона Гейссо» о запрете отрицания Холокоста, Ле Пен был подвергнут штрафу в размере 183 200 евро. За аналогичное высказывание в Германии в декабре 1996 года был оштрафован мюнхенским судом. В очередной раз за такое утверждение он был оштрафован парижским судом 6 апреля 2016 года на сумму 30 тысяч евро.
Дочь Жана-Мари, Марин Ле Пен, является действующим руководителем Национального Фронта, а внучка Жана-Мари, Марион Марешаль Ле Пен, намеревалась в марте 2010 года принять участие в муниципальных выборах в одном из пригородов Парижа. В 2012 году 22-летняя Марион стала первым депутатом французского парламента от Национального фронта за последние 15 лет.
В июне 2014 года Жан-Мари Ле Пен в своём видеоблоге на сайте «Национального фронта» резко охарактеризовал противников своей партии, произнеся о певце и киноактёре еврейского происхождения Патрике Брюэле двусмысленную фразу: «Оn fera une fournée la prochaine fois» («в следующий раз мы составим из них целую партию»). Во французском языке «fournée» означает ещё и «печь с выпечкой», в чём многие увидели намек на печи в нацистских концлагерях. Однопартийцы вместе с дочерью Ле Пена раскритиковали его высказывание, и его блог был убран с сайта «во избежание проблем с правосудием».

### Дальнейшая политическая деятельность

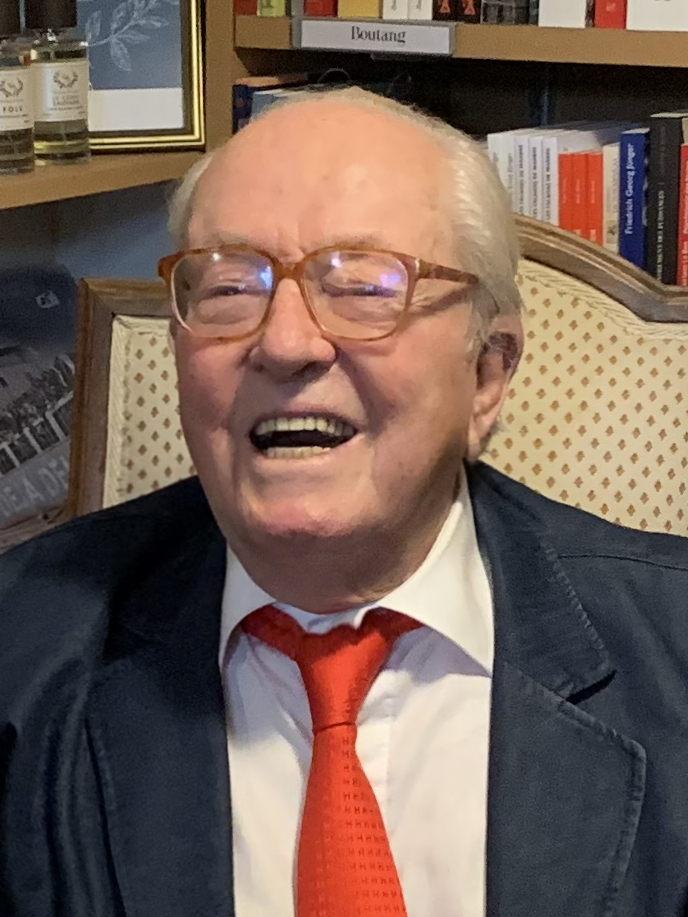
2019 год

4 мая 2015 года Французский Национальный фронт приостановил членство Ле Пена в партии. В ответ Жан-Мари Ле Пен заявил, что отрекается от своей дочери, возглавившей партию.
20 августа 2015 года Национальный фронт заявил, что исключил из рядов партии своего бывшего лидера. В заявлении партии указано, что 87-летний Жан-Мари Ле Пен получит «короткое сообщение» о партийном решении.
5 сентября 2015 года создал новую политическую партию «Сине-бело-красное объединение», названную в честь цветов национального флага Франции. Сообщается, что партия будет преследовать те же цели, что и «Национальный фронт».
9 февраля 2018 года суд французского города Версаль подтвердил исключение из состава «Национального фронта» основателя этой партии, но сохранил статус Почётного председателя партии.
11 марта 2018 года съезд «Национального фронта» упразднил должность Почётного председателя партии и как следствие — лишил этого звания Ле Пена.
5 апреля 2018 года Жан-Мари Ле Пен вступил в европейскую партию националистов «Альянс за мир и свободу».
В сентябре 2021, будучи лидером ультраправой партии «Комитеты Жанны», был обвинен в разжигании расовой ненависти и оправдании Холокоста из-за слов, сказанных в интервью в 2014 году.

### Смерть
Скончался 7 января 2025 года в медицинском учреждении в Гарше, Франция, в возрасте 96 лет.
Закрытая церемония прощания прошла в церкви Сен-Жозеф. Похоронен 11 января 2025 года на кладбище в Трините-сюр-Мере Открытая церемония прощания прошла 16 января 2025 года в Париже в церкви Нотр-Дам-дю-Валь-де-Грас.

## Личная жизнь
26 июня 1960 года он женился на Пьеретт Лаланн (фр. Pierrette Lalanne). У них родилось три дочери: Мари-Каролин, Янн (Yann) и Марин. В 1985 году они развелись.

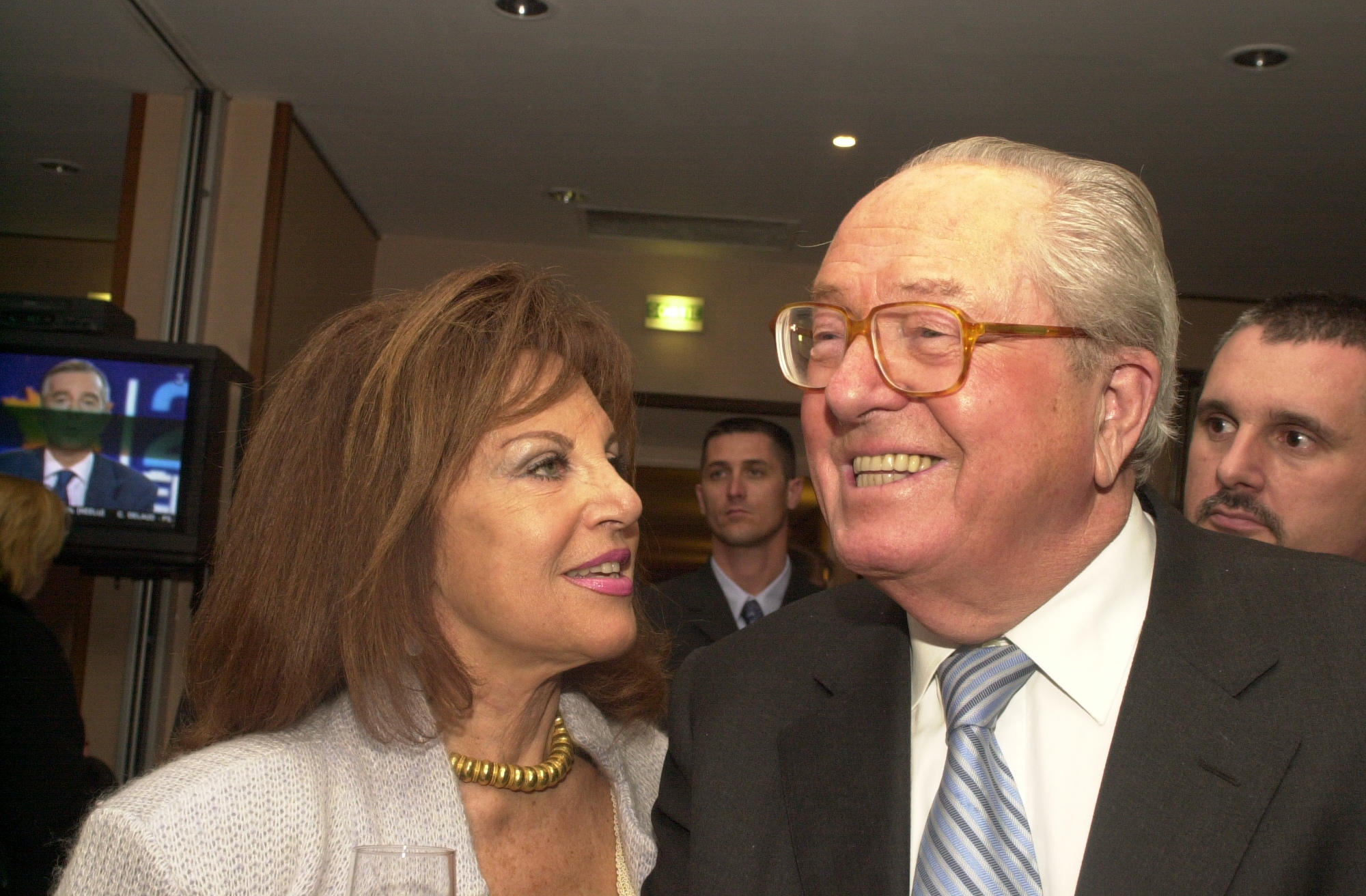
Ле Пен и его жена в 2004 году

С 1991 года был женат на Жани Ле Пен, урождённой Пашо (фр. Paschos), с которой находился в близких отношениях с 1986 года. 16 января 2021 года 92-летний супруг и его 88-летняя жена втайне от дочерей обвенчались по католическому обряду у себя дома в Рюэй-Мальмезоне.
В апреле 2024 года по требованию семьи над 95-летним Жаном-Мари Ле Пеном было установлено попечительство; попечителями назначены его дочери.